# Flanders Motor Company
Die Flanders Motor Company war ein US-amerikanischer Automobilhersteller.

## Vorgeschichte
Barney Everitt und William Metzger hatten seit 1909 die Metzger Motor Car Company betrieben. 1912 trat Walter E. Flanders ebenfalls in das Unternehmen ein.

## Unternehmensgeschichte
Flanders führte eine Reorganisation und Umbenennung durch. Kurzzeitig hieß das neue Unternehmen Everitt Motor Car Company und danach Flanders Motor Company. Die erste öffentliche Präsentation der Fahrzeuge fand auf der New York Automobile Show im Januar 1913 statt. Der Markenname lautete Flanders.
Bereits wenig später erfolgte die Übernahme durch die United States Motor Company.
Weitere US-Hersteller von Personenkraftwagen der Marke Flanders waren Everitt-Metzger-Flanders Company (1909–1912), Flanders Manufacturing Company (1912–1913) und Flanders Electric Company (1914–1915).

## Fahrzeuge
Das einzige Modell war der Flanders 50-Six. Er basierte auf dem letzten Modell der Metzger Motor Company. Elektrische Fahrzeugscheinwerfer und Anlasser waren Verbesserungen. Ein Sechszylindermotor mit 38,4 PS Leistung trieb die Fahrzeuge an. Das Fahrgestell hatte 330 cm Radstand. Zur Wahl standen ein Tourenwagen mit sieben Sitzen und ein Roadster mit drei Sitzen.